# Julio Llamazares
Julio Llamazares (León, 1955) è un poeta, scrittore e giornalista spagnolo.
È conosciuto per aver scritto alcuni romanzi ed opere di poesia, che gli hanno permesso di vincere dei premi nazionali, tra cui il Premio Nacional de Poesía Universitaria e il Premio de Poesía Jorge Guillén.

## Biografia
È nato a Vegamián, un paese oggi sommerso dalle acque di un lago artificiale nei pressi di León. Iniziò molto giovane a dedicarsi alla poesia, fece parte di un gruppo poetico e fondò i Cuadernos Leoneses de Poesía. Le sue poesie erano pubblicate spesso da riviste letterarie. Intanto, Llamazares si laureò in diritto, ma si dedicò alla professione di avvocato per poco tempo. Successivamente si trasferì a Madrid, dove lavorò come giornalista. 
Nel 1976 gli fu assegnato il premio nazionale di poesia universitaria con La lentitud de los bueyes, tre anni dopo ottenne il premio Antonio González de Lama. Nel 1982 vinse il premio Guillén con Memoria della neve. Il romanzo La pioggia gialla ha vinto il premio Nonino.
Da quel momento si è occupato di narrativa: fino ad ora ha pubblicato sette romanzi, di cui tre dedicati interamente al viaggio. L'autore castigliano ha pubblicato anche due saggi e due raccolte di articoli giornalistici. Le opere di Julio Llamazares sono caratterizzate dal suo intimismo, dall'uso di un linguaggio preciso e dalla cura nelle descrizioni.

## Traduzioni in  italiano
Le opere letterarie e poetiche di Julio Llamazares sono state tradotte in gran parte dal traduttore italiano Sebastiano Gatto. In particolare quest'ultimo a tradotto diverse opere di Llamazares, tra le quali, "Memoria della neve e Poesie complete"e " Il funerale di Genarín".

## Opere

### Poesia
- "La lentitud de los bueyes" (1979).
- Memoria della neve (Memoria de la nieve, 1982).
- Las voces y los ecos
- Poesía épica española

### Romanzi
- "Luna de lobos" (1985).
- La pioggia gialla (La lluvia amarilla, 1988).
- "El río del olvido" (1990).
- "Escenas de cine mudo" (1994).
- Trás-os-montes (1998).
- "Cuaderno del Duero" (1999).
- "El cielo de Madrid" (2005).

### Saggi
- "El entierro de Genarín" (1981).
- "Los viajeros de Madrid" (1998).

### Raccolte di articoli
- "En Babia" (1991).
- "Nadie escucha" (1993).